# 全巨里集中營
42°12′36″N 129°45′13″E / 42.209925°N 129.753658°E
全巨里集中營是在的再教育營，其正式名稱是全巨里第十二號教化所。集中營位於咸鏡北道會寧市茂山里，會寧市和清津市的公路、鐵路中樞，距豐山里2.5公里處。
全巨里集中營關押有大量逃亡中國後被逮捕遣返的脫北者。理論上經過再教育的囚犯有機會被釋放，但漫長的刑期和高強度勞動致使許多人難以生存。據曾在全巨里服刑的脫北者估計，在他八個月的服刑中約有800人死於苦役和飢餓。